# Інтернет-мем

Картинка з Летючим Локшинним Чудовиськом — концептуальний знак (зображення і назва) як інтернет-мем використаний для протесту проти рішення департаменту освіти штату Канзас, що вимагало ввести у шкільний курс концепції «розумного задуму» як альтернативу еволюційному вченню. Ідеєю мему є готовий шаблон для сприймання наступної інформації: всесвіт було створено невидимим і непередбачуваним спагеті-монстром. Всі свідчення, що роблять можливою еволюційну теорію, були навмисне висаджені цією істотою

Інтерне́т-мем  — термін, який використовується для опису концепції, а також щодо позначення елемента інформації або явища в інтернеті, що швидко поширюється від людини до людини, щоб досягти більшої популярності та визнання в короткий час. Термін споріднений з поняттям мем і позначає ширшу категорію. Часто це інтернет-повідомлення чи графічне повідомлення із застосуванням стилізованих елементів, побудоване на основі певної схеми. 
Перші інтернет-меми являли собою макрокартинки з дотепними повідомленнями чи крилатими фразами, та згодом набули складніших форм, таких як GIF-файли, відео, челенджі та медіавіруси. Інтернет-меми вважаються частиною інтернет-культури. Вони поширюються людьми через соціальні мережі, блоги, пряму розсилку або джерела новин. Багато онлайн-спільнот розвивають власну «культуру мемів», яка зосереджується на одній ніші (наприклад, проблема вагонетки, політична ідеологія чи гендерні дивацтва). Ймовірно найвідомішим іронічним мемом є «Directed by Robert B. Weide», що походить із серіалу режисера «Curb Your Enthusiasm» («Вгамуй свій запал») 2000 року, в якому на чорному тлі йшли титри з перерахуванням авторів, під супровід характерної для старих комедій музики. Цей мем зазвичай вставляють у відео, які завершуються несподіваним і комічним чином.

## Опис
Термін є англіцизмом (англ. meme; від грец. μνημα — спогад), що означає «ідею, поведінку, стиль, що поширюється від однієї людини до іншої». Термін «інтернет-мем» стосується діяльності, простої ідеї або концепції (своєрідна комплексна ідея), коронної фрази (особлива фраза певної людини, наприклад Задорнов зі своєю коронною фразою «Ну тупиииє»), або частки ЗМІ, що часто поширюється як мімікрія в явищі спонтанного розповсюдження певної інформації, або для гумористичних цілей, всіма можливими способами через комунікаційні засоби інтернету: електронною поштою, в месенджерах, на форумах, блоґах тощо.
Не існує єдиного формату мемів. Фотографії людей або тварин, особливо стокові, можна перетворити на меми, додаючи текст. Комікси люті — це підкатегорія мемів, які зображують серію людських емоцій і завершуються сатиричним сюжетом, джерела цих мемів часто походять із веб-коміксів. Інші меми — це суто медіавіруси, як-от Keyboard Cat.

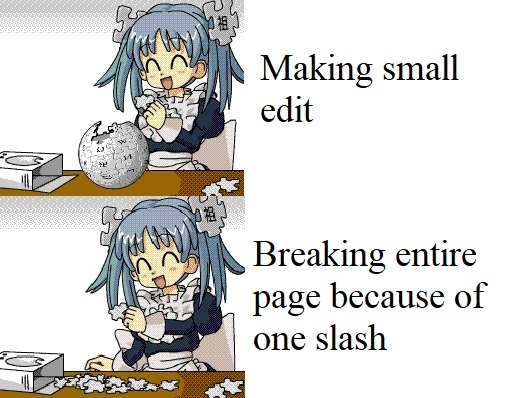
Інтернет-меми, що відображають псування сторінок Вікіпедії. Інтернет-меми іноді представляють повсякденні проблеми

Явище набуло поширення у середині першого десятиліття XXI століття. Застосовуються як у розважальних цілях з одного боку, чи у цілях відволікання уваги, а з іншого, — може використовуватись у наданні готових шаблонів для сприймання нової інформації, створювати своєрідне рекламне тло нової інформації (як провідник до інформаційної сфери). Меми можуть застосовуватися як чинник формування громадської думки. Вони можуть мати стосунок до різних існуючих вебкультур або субкультур, і вони часто створюються або поширюються в таких місцях, як 4chan, Reddit, 9gag, на дошках Usenet та багатьох інших об'єктах інтернет-комунікації.
Інтернет-мем може мати форму зображення (часто макрокартинки, на кшталт (де)мотиваційного плакату, що на пострадянських теренах відомий під назвою «демотиватор»), гіперпосилання, відео, вебсайту або хештегу.

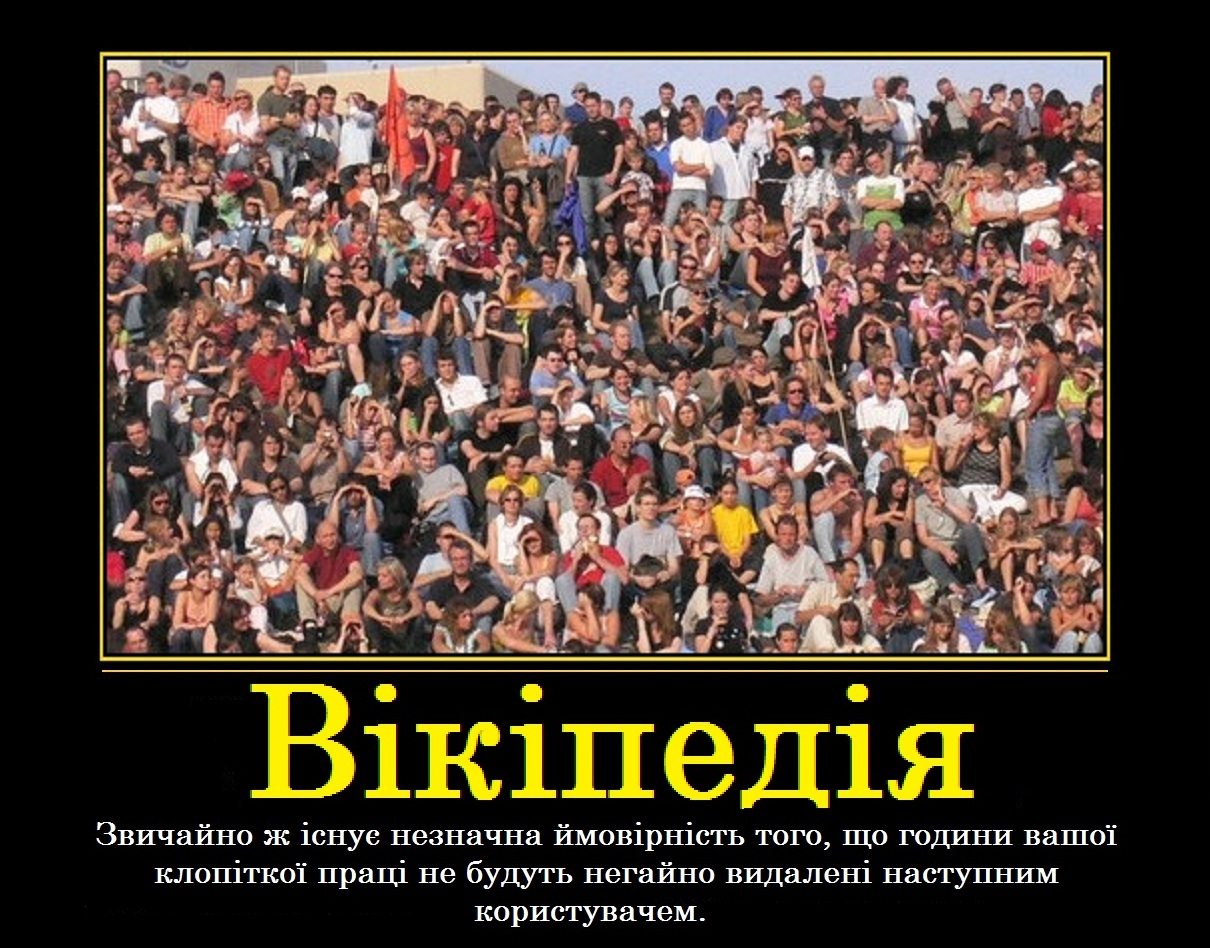
Традиційний інтернет-мем у формі нерухомого зображення

Інтернет-меми використовуються для поширення різних ідей серед членів якоїсь спільноти, і тому, через багатоаспектність явища мають місце різні підходи до розуміння цього феномену. Залежно від підходу в класифікації інтернет-мемів можна виділити:
- меми як гумористична картинка, в якій знакові елементи співіснують з текстовими елементами;
- меми-образи персонажів, як наприклад «троль»[4] або «амогус»[5][6].
- як мем-жанр в онлайн-вираженні, коли графічне повідомлення побудоване на основі схеми побудови з використанням стилізованих і заздалегідь визначених елементів, якісно пов'язаних з культурою та історією Інтернету;
- меми з ідіоматичним вираженням.

До спонтанного розповсюдження обирається не будь-яка інформація, а насамперед та, що залишає користувачів небайдужими. Традиційно так само розповсюджували анекдоти, жарти й посилання на медіаоб'єкти розважального характеру (спочатку малюнки, потім флеш-ролики, звукозаписи, відеозаписи), проте спеціальну увагу на явище, назване потім «інтернет-мемами», звернули тоді, коли за тим самим принципом стали широко розповсюджувати речі, що, на думку деяких користувачів, на традиційні жарти й розваги не були схожими. Також в Інтернеті набули поширення американські мотиватори та демотиватори, проте явище «мемів» сьогодні далеко не обмежене виключно такою формою їх творчого представлення.

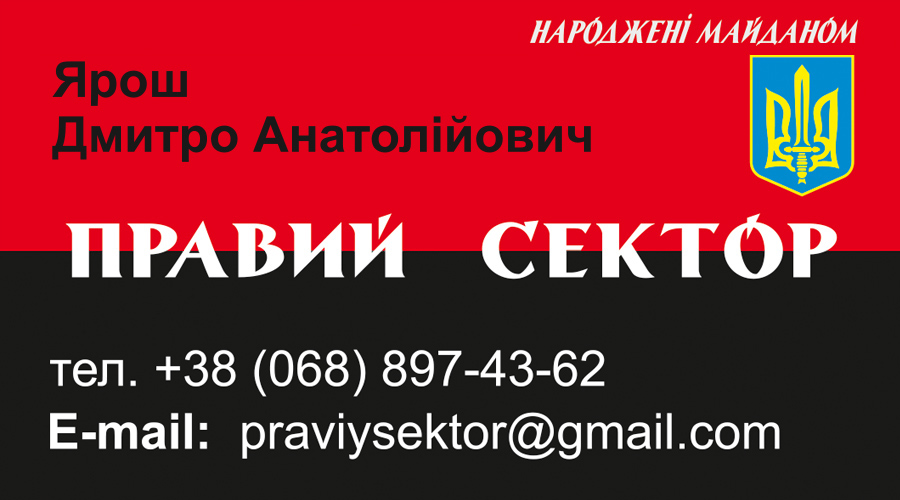
«Візитівка Яроша» — інтернет-мем, який виник в інтернеті у відповідь на позначення пред'явлень російської пропаганди, котра подавала візитку Яроша як доказ у новинах, які насправді були оцінені аудиторією як підроблені новини чи фейкові докази

2014 року в соцмережах ВК, Facebook, Twitter, LiveJournal завдяки російській пропаганді був популярним інтернет-мем «рос. вежливые люди» — кліше російської пропаганди для позначення окупаційних військ, які висадилися в Криму без розпізнавальних знаків, запроваджених в медіапросторі понять «народний мер», «народний губернатор», прибравши таким чином прикмети незаконності самопроголошених лідерів сепаратистів, а легальну українську владу російські ЗМІ подавали не інакше як «хунта» і «самопроголошена київська влада».
Дизайн мемів зазвичай є доволі примітивним, як основні шрифти використовуються Impact, Lobster, Placebo Monospace, Museum Sans тощо.

## Енциклопедії мемів
Інтернет-меми набули настільки великої популярності серед користувачів мережі, що навіть були створені інтернет-енциклопедії, в яких зібрано різноманітні меми. Відомими представниками таких мемо-педій є англомовні ґеґо-педії Encyclopædia Dramatica, Uncyclopedia, Lurkmore.com, російськомовна Lurkmore.to та україномовні Енциклопедія Драматика, Файна Меморія та Інциклопедія. Всі ці проєкти створені на двигуні MediaWiki.

## Пам'ятник інтернет-мему
24 серпня 2015 року у місті Запоріжжі встановлено жартівливий пам'ятник «мертвому снігуру». Напис: «Сей памятникъ воздвигнутъ въ знакъ скорби „Русскаго міра“ о злодҍйски убіенныхъ жидобандеровцами русскоязычныхъ снҍгиряхъ». Як стверджує автор скульптури, Максим Дрозденко, це перший у світі пам'ятник інтернет-мему — фейковій новині російських ЗМІ.

## Приклади мемів на позначення явищ
- Азарівські «бімба», «потняки податків», «кровосісі».
- Зелені чоловічки
- Путін — х*йло
- Grammar Nazi
- Фофудія (мем)
- Polandball
- Ждун
- Педобір
- Жабка Пепе
- Великий Шльопа